# Amenemhat Ier
Pour les articles homonymes, voir Amenemhat.
Amenemhat Ier est le premier roi de la XIIe dynastie égyptienne. Il règne de -1991 à -1962. Manéthon le place comme dernier roi de la XIe dynastie.

## Famille
Amenemhat Ier n'est pas de sang royal. Il se confond peut-être avec un autre Amenemhat, vizir du dernier roi de la XIe dynastie, Montouhotep IV. Ses parents se nomment Sésostris, qui était prêtre et « père divin » selon une inscription se trouvant à Thèbes, et Néféret Ire,.
La seule épouse connue d'Amenemhat Ier est Néféritatjenen. Son titre de « mère du roi » (mwt-niswt), inscrit sur une statue de son fils, fait d'elle la mère de son successeur Sésostris Ier,. Amenemhat Ier a trois autres enfants avec cette reine : la future reine Néférou III (qui porte les titres de « fille du roi » (sȝ.t-nỉsw.t), d'« épouse du roi » (ḥm.t-nỉsw.t) et de « mère du roi » (mwt-nỉsw.t)), et les princesses Néférousherit et Kait,.

## Règne

### Accession au trône
Les rois de la XIe dynastie thébaine ont rétabli l'unité de l'Égypte après la période d'anarchie qui a suivi l'effondrement de l'Ancien Empire. Mais leur autorité sur le pays est encore fragile, car le règne de Montouhotep IV, troublé, se termine par une obscure guerre civile. Amenemhat Ier a été confondu avec Amenemhat, vizir de Montouhotep IV, dernier roi de la XIe dynastie. Cet Amenemhat est le fils d'un prêtre, un certain Sésostris, selon des inscriptions du Ouadi Hammamat. Mais aucune preuve ne permet d'affirmer qu'il s'agit du même personnage que l'Amenemhat qui est devenu roi.
Le texte en question dit ceci :
« Ma Majesté envoya le prince, maire de la ville, le vizir, chef des travaux, le favori du roi, Amenemhat, avec une armée de 13 000 hommes, levés dans les nomes méridionaux, afin qu'il me rapporte un très beau bloc de pierre dure (...) ; elle est destinée à la construction d'un sarcophage, monument d'éternité, et à des statues placées dans les temples du sud ; c'est ce que le roi du Double Pays souhaite qu'on lui rapporte des collines de son père Min, selon le désir de son cœur. »
Si l'on s'en tient à la Prophétie de Néferti, rédigée du vivant du roi, le pouvoir du monarque est particulièrement fragile. La prophétie dit ceci : « Il viendra alors un roi, venu du sud et appelé Ameny, fils d'une femme de Ta-Sety née à Khen-Nekhen. » Même si ce texte n'a rien de prophétique, puisque les versions les plus anciennes datent précisément du règne d'Amenemhat, il indique clairement l'origine du roi : Khen-Nekhen est une localité située dans le premier nome du sud, dont le chef-lieu était Éléphantine. Le toponyme de Ta-Sety associé à sa mère désigne à la fois le premier nome de Haute-Égypte (tȝ-stj) et l'actuelle Nubie égyptienne, et peut se traduire par la terre de l'arc. Le roi Amenemhat Ier semble n'avoir aucun ancêtre légitimant sa position au sommet de l'État. Quoi qu'il en soit, il prend le pouvoir à la mort du roi Montouhotep IV.

### Amenemhat-Ititaouy
Amenemhat Ier déplace sa capitale de Thèbes à Amenemhat-Ititaouy (Jmn-m-ḥȝ.t-Jṯj-tȝ.wy), proche de l'actuel site de Licht, plus près du delta du Nil, et de la limite entre la Haute et la Basse-Égypte. La date de ce déménagement est discutée, mais le début de la construction de sa pyramide peut être fixé autour de la 20e année de son règne, qui est peut-être aussi l'année de la fondation de la nouvelle capitale.

### Politique intérieure
Le roi semble avoir rencontré de grandes difficultés sur le plan intérieur. Il y a des signes de conditions proches de la guerre civile. C'est probablement pour cela qu'il nomme de nouveaux nomarques en divers endroits qui lui étaient fidèles. Sous le règne d'Amenemhat Ier, le dieu Amon prend de plus en plus d'importance au détriment de l'ancien dieu thébain Montou, et il sera élevé au rang de dieu national durant la période suivante. Une famine a sans doute lieu sous son règne, selon le papyrus d'Heqanakht.
Les fonctionnaires les plus importants sont le vizir Ipi, en fonction au début du règne, et le vizir Antefoqer qui intervient à la fin du règne. Le trésorier Méketrê est probablement encore en fonction, lorsque Ipi est nommé. Rehouerdjersen est probablement en fonction à la fin du règne. Le général Nesmont semble avoir servi sous Amenemhet Ier.

### Activités hors d'Égypte

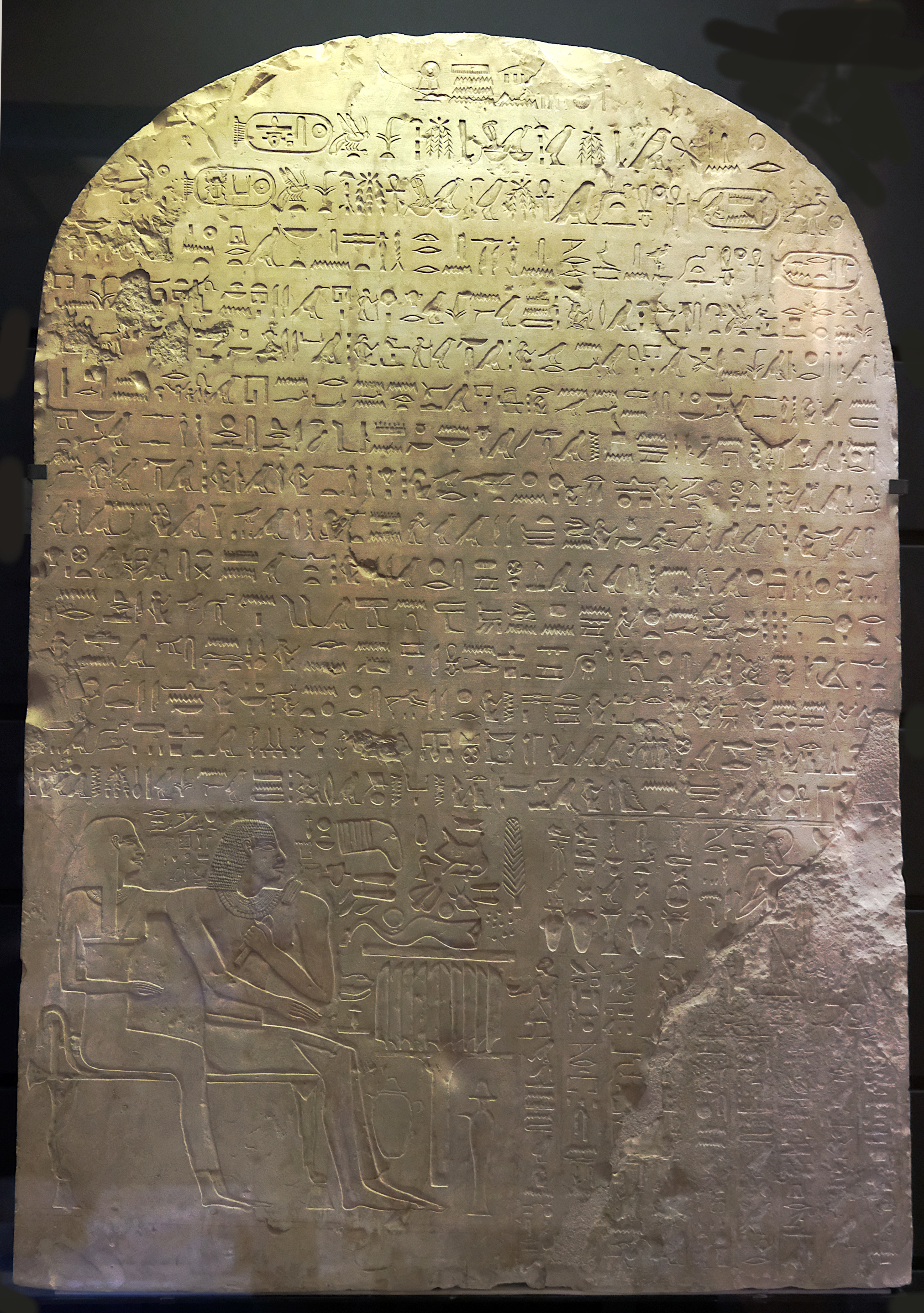
Stèle du général Nesoumontou décrivant ses expédions au Proche-Orient sous Amenemhat Ier et Sésostris Ier - Louvre (C1)

Plusieurs campagnes militaires en Haute-Nubie sont attestées, mais elles n'assurent pas la conquête permanente de ce territoire. Il y a également des preuves de campagnes en Libye. La frontière avec l'Asie est protégée par le « mur du souverain » (jnb.w-ḥqȝ), qui désigne probablement une série de forteresses. Une inscription rupestre, trouvée près du port d'Ain Soukhna sur le golfe de Suez, fait état d'une expédition dans la péninsule du Sinaï durant la septième année du règne, à laquelle 4 000 hommes auraient participé .

### Monuments
Les vestiges d'un temple bâti sous Amenemhat Ier ont été trouvés à Ezbet Roushdi el-Saghira, près de Qantir. Il mesurait 42 mètres de long sur 31 de large. Les colonnes, les encadrements de porte et les statues étaient en pierre, le reste étant construit en briques cuites. D'autres bâtiments sont attestés à Coptos (temple de Min), à Bubaste (blocs taillés en l'honneur de la déesse Bastet), à Ermant et à Crocodilopolis (temple de Sobek).

### Assassinat
Si l'on en croit deux œuvres littéraires, rédigées probablement dans l'entourage de Sésostris Ier, Amenemhat Ier a été assassiné à la suite d'un complot de harem en l'an 30, au 7e jour du 3e mois d'akhet, alors que son fils et héritier Sésostris guerroie en Libye. Il est enterré dans sa pyramide de Licht, au sud de Memphis. Une autre hypothèse propose que cet attentat n'ait pas causé la mort du roi. Mais il montre en tout cas que le pouvoir d'Amenemhat était contesté. Ces œuvres littéraires sont le conte de Sinouhé, qui parle de la mort du « roi de Haute et Basse Égypte, Séhotepibrê », et l'Enseignement d'Amenemhat Ier à son fils Sésostris Ier :
« C'était après souper, la nuit était venue. Cela faisait une heure que j'étais étendu sur mon lit [c'est Amenemhat qui est censé parler] car j'étais fatigué. Comme je commençais à m'endormir, les armes consacrées à ma protection furent tournées contre moi (...). Je fus éveillé par un combat (...) et réalisai que c'était un combat de gardes. Je pris rapidement des armes dans ma main (...), mais personne ne peut se battre seul, aucun succès n'est possible sans aide. Cette effusion de sang eut lieu alors que j'étais sans toi [son fils Sésostris], avant que les courtisans aient appris que je voulais te léguer le pouvoir, avant que je ne me sois assis avec toi pour t'instruire. Car je n'y étais pas préparé, je n'avais pas prévu la négligence des serviteurs. »

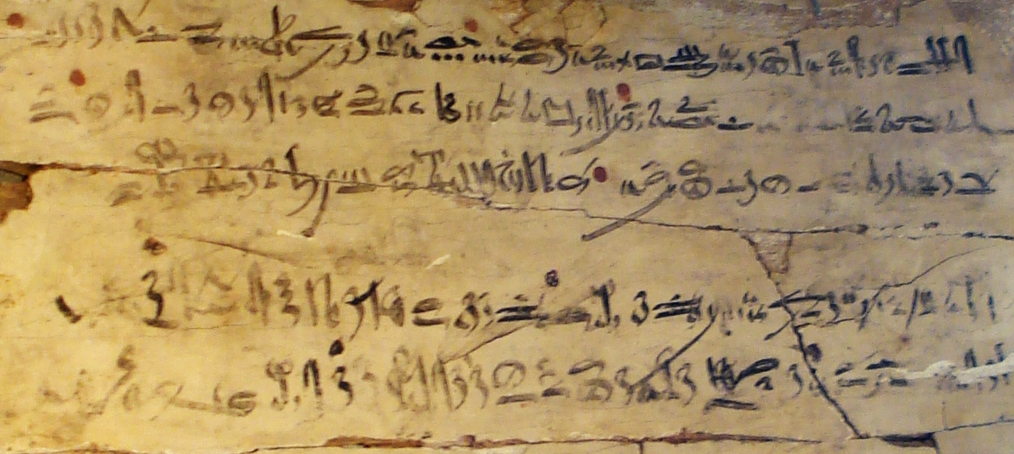
Ostracon comportant une partie du texte dit de lEnseignement d'Amenemhat. Copie réalisée au Nouvel Empire

Ce texte a été fréquemment reproduit et utilisé dans les écoles de scribes qui, sous la dictée, l'ont transcrit sur de nombreux ostraca. Le style employé, très proche de l'égyptien du Moyen Empire, en fait un texte de la fin du règne d'Amenemhat Ier. Son véritable auteur n'est évidemment pas le roi lui-même, mais un texte beaucoup plus tardif nous apprend qu'il aurait été écrit par un scribe appelé Khéty. Ce document, qui utilise le genre littéraire de l'enseignement, très en vogue en Égypte, a sans doute pour but de légitimer la montée sur le trône de Sésostris Ier : d'outre-tombe, Amenemhat confirme que c'est bien lui qui a choisi Sésostris comme héritier.

### Succession

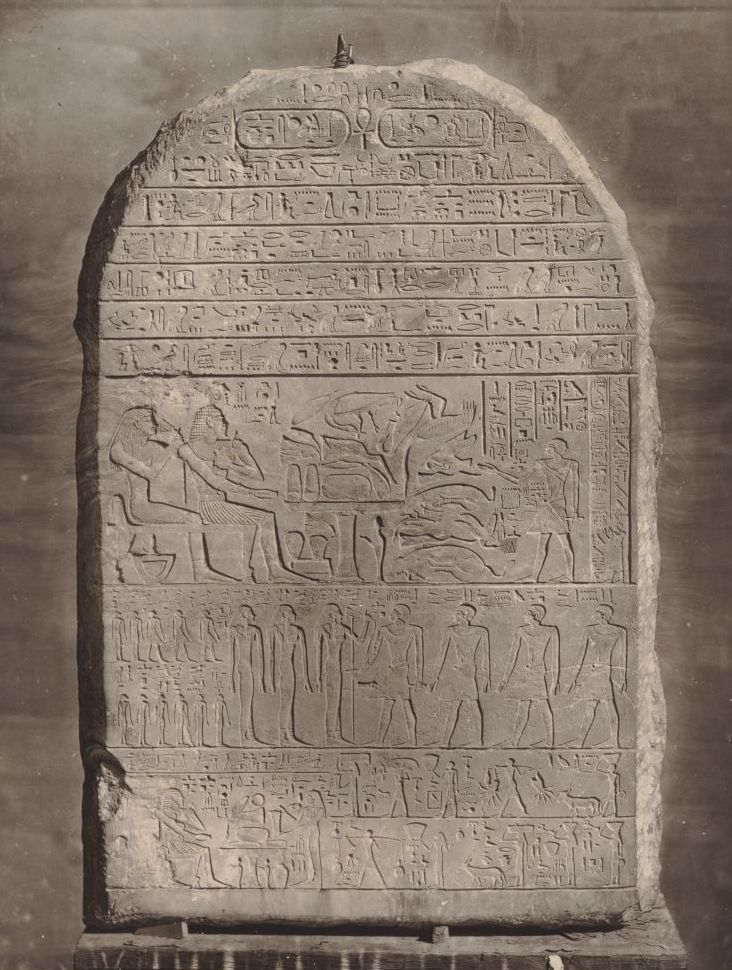
Stèle CG 20516, doublement datée aux noms d'Amenemhat Ier et de Sésostris Ier.

Afin de consolider son pouvoir et d'assurer la continuité dynastique, Amenemhat prend son fils Sésostris Ier comme corégent à partir de l'an 20 de son règne. En effet, une stèle trouvée à Abydos et conservée au Musée du Caire (CG 20516) est datée à la fois de l'an 30 d'Amenemhat Ier et de l'an 10 de Sésostris Ier. Les rois inaugurent par là une tradition qui sera suivie jusqu'aux derniers temps de l'Égypte antique.

## Sépulture

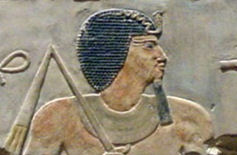
Détail d'un bas-relief du temple funéraire d'Amenemhat Ier à Licht.

La Pyramide d'Amenemhat Ier est construite dans une nécropole royale que le roi a faite aménager à Licht. Elle est à faces lisses et constitue le premier complexe pyramidal du Moyen Empire. Son plan s'inspire des pyramides de la VIe dynastie, renouant avec la tradition memphite, et inaugure une nouvelle période d'édification de pyramides royales.
Le complexe est édifié en calcaire et en briques crues. La pyramide est remplie de blocs hétéroclites et recouverte d'un parement de calcaire fin, qui lui donne son aspect de pyramide à faces lisses. Sa base occupe une surface de 6 160 m2 et sa hauteur est de 55 m. Elle a mal résisté aux conditions climatiques et aux millénaires, notamment en raison du pillage des matériaux dès l'Antiquité.

## Titulature
Au début de son règne, vers l'an 6 ou 7, Amenemhat change sa titulature.